# Trionfale
Trionfale är Roms fjortonde quartiere och har beteckningen Q. XIV. Namnet Trionfale kommer av Via Trionfale. Quartiere Trionfale bildades år 1921.

## Kyrkobyggnader
- Gesù Divino Maestro
- San Fulgenzio
- San Giuseppe al Trionfale
- Cappella dell'Istituto Immacolata dei Miracoli
- Cappella della Piccola Casa della Divina Provvidenza Cottolengo
- Santa Maria delle Grazie al Trionfale
- Santa Maria Mater Ecclesiae a Viale Vaticano
- Cappella della Santa Maria della Perseveranza
- Santa Maria della Provvidenza alla Fondazione Don Carlo Gnocchi
- Santa Maria Stella Matutina
- Santa Paola Romana
- San Pio X
- Santi Protomartiri Romani del Seminario Minore
- Chiesa Centrale della Università Cattolica del Sacro Cuore

Rivna kyrkobyggnader
- San Giovanni Battista degli Spinelli
- Santa Maria degli Angeli a Balduina
- Santa Maria del Pozzo fuori Porta Angelica

## Övrigt
- Forte Braschi
- Parco regionale urbano del Pineto
- Parco di Monte Ciocci

## Bilder
| - San Fulgenzio. - San Giuseppe al Trionfale. - Santa Maria delle Grazie al Trionfale. - Santa Paola Romana. - San Pio X. - Santi Protomartiri Romani del Seminario Minore – interiören. - San Giovanni Battista degli Spinelli. - Santa Maria degli Angeli a Balduina. |